# Don Juan (opera)
Don Juan (tudi Don Giovanni) je opera v dveh dejanjih (desetih slikah) W. A. Mozarta.
Po velikem uspehu opere Figarova svatba v Pragi leta 1786 je praško stanovsko gledališče pri Mozartu naročilo novo opero. V razpuščenem 18. stoletju je bila stara zgodba o španskem plemiču don Juanu Tenoriu, ki mu ni bilo žensk nikoli dovolj, a se je vsake nemudoma naveličal, v veliki modi. Februarja 1787 so v Benetkah uprizorili opero enodejanko »Don Giovanni o sia il convitato di pietra« Giuseppeja Gazzanige po libretu Giovannija Bertatija. Opera je imela neznanski uspeh in praški impresarij Guardasoni je prosil Mozarta, naj napiše novo opero na to temo. Libretist Figarove svatbe Lorenzo da Ponte je Bertatijev libreto izboljšal in razširil (pri tem si je pomagal z Molièrovo komedijo Don Juan ou le festin de pierre) in poleti 1787 se je Mozart lotil komponiranja. Izvirni naslov Mozartove opere je Don Giovanni, in tudi njen libreto, ki ga je napisal Lorenzo da Ponte, je v italijanščini. Premiera naj bi bila v Pragi 14. oktobra 1787 v čast prihoda nadvojvodinje Marije Terezije Jožefe z možem v Prago. Mozart je 1. oktobra odpotoval z Dunaja v Prago, da bi vodil vaje, zaradi težavnosti dela pa so morali premiero prestaviti za štirinajst dni. Ta je bila torej 29. oktobra 1787.

### Uvertura
Uvertura 28. oktobra, na večer pred krstno predstavo, še ni bila napisana. Mozart se je zabaval v družbi prijateljev in jim na klavikordu improviziral tri različne skladbe, izmed katerih so morali izbrati eno kot bodočo uverturo. Med drugo in tretjo uro zjutraj je začel s pisanjem. Da pri delu ne bi zaspal, je prosil soprogo Konstanco, naj mu bere pripovedke iz Tisoč in ene noči. V treh urah je bila uvertura nared, zjutraj so odnesli partituro k prepisovalcu in glasbeniki so na predstavi dobili na pulte note, na katerih se črnilo še ni posušilo. Kljub temu da so igrali prima vista (na prvi pogled), so uverturo odigrali s takim poletom, da jih je občinstvo nagradilo z gromkim ploskanjem. Mozart, ki je dirigiral izza čembala, je zadovoljno rekel glasbenikom okoli sebe: »Nekaj not je obležalo pod pultom, ampak vseeno je šlo dobro.« Uvertura se začne s slovesnim uvodom, v katerem je Mozart uporabil hladno, onstransko glasbo, ki v drugem dejanju spremlja prihod kamnitega gosta na večerjo k don Giovanniju. Sledi popoln sonatni allegro v D-duru, slika razuzdanega plemiča, ki ga sla žene iz naslade v naslado. Vendar grešnik ne more uiti opominom, naj se pokesa: vedno znova mu zastavijo pot v obliki grozeče poudarjenega padajočega motiva iz petih tonov. Uvertura nima sklepne kadence, temveč se po modulaciji v F-dur neposredno nadaljuje s prvim prizorom opere.

## Vloge
- Don Juan - bariton
- Leporello, njegov sluga - bas
- Donna Ana - sopran
- Kontur, njen oče - bas
- Don Oktavijo, njen zaročenec - tenor
- Donna Elvira - sopran
- Zerlina, kmečko dekle - sopran
- Masetto, njen ženin - bas
- sluge, kmetje in kmetice, gostje.

## Vsebina

### Prvo dejanje

#### Prva slika
Vrt, v ozadju konturjeva hiša. Noč.
Don Juanov sluga Leporello straži pred hišo, da bi se njegov gospodar lahko brezskrbno zabaval. Nenadoma zasliši ropot, zato se skrije. Donna Ana zasleduje
tujca (Juana), ki se je vtihotapil k njej in se izdajal za njenega zaročenca Oktavija. Ana ga zasleduje in kliče na pomoč. Stari kontur, Anin oče, prihiti in po kratkem dvoboju z Juanom pade zaboden. Ubijalec in njegov sluga zbežita. Na kraj dvoboja pritečejo Ana, njen zaročenec Oktavijo in služinčad. Ano silno presune očetova smrt. Z zaročencem Oktavijem prisežeta, da bosta umor maščevala.

#### Druga slika
Naslednji dan. Zgodnje jutro. 
Veselo razpoložen se don Juan pomenkuje z Leporellom o novi pustolovščini. Leporello dela Juanu pridige in mu očita grehe. Tedaj pride donna Elvira, ki išče nezvestega ljubimca. Don Juan, ki je ne spozna takoj, jo pomiluje. Ko ga Elvira spozna, mu očita nezvestobo in ga ošteje. Juan se skuša opravičiti, ker mu pa Elvira ničesar več ne verjame, jo prepusti Leporellu, sam pa neopažen odide. Elvira je ogorčena, ker čuti, da se Juan iz nje norčuje. Sluga pa ji prigovarja, naj ne misli preveč nanj, ker ima povsod veliko ljubic. Pokaže ji beležko, v katerem ima zapisana imena vseh Juanovih ljubic, med njimi meščanke, sobarice, princese in druge. Svetuje ji, naj pusti Juana pri miru, ker ni vreden njene jeze.

#### Tretja slika
Pridejo kmet Masetto, njegova nevesta Zerlina, kmetje in kmetice, ki pojejo in se zabavajo. Kmalu za njimi prideta Leporello in Juan. Pogled na toliko mladih in lepih deklet ga vzradosti. Pozdravi jih in vpraša, če morda svatujejo. Na Zerlinino pritrditev se Juan ponudi novoporočencema za zaščitnika in prijatelja, Leporellu pa naroči, naj pelje svate v njegov dvorec in jih tam pogosti. Ostati hoče sam z Zerlino. Kljub Masettovemu ugovoru odvede Juan svojo novo žrtev in z lažnjivimi besedami kmalu pridobi njeno srce. Toda pot jima zastavi Elvira. V zadnjem trenutku pride kot rešilni angel in pove Zerlini, da je v krempljih hudega zapeljivca, ki mu ne sme ničesar verjeti. Juan premišljuje o svoji usodi, saj se mu danes noben načrt in naklep ne posreči, ko prideta Ana in Oktavijo. Juanu je tesno pri srcu, ker se boji, da bo moral dajati odgovor za smrt Aninega očeta, a si oddahne, ko ga Oktavijo in Ana ne spoznata in ga celo poprosita, naj jima pomaga najti morilca, saj Ana med dvobojem ni spoznala Juana. V tem pride zopet Elvira, ki ščuva Ano in Oktavija, naj temu podležu ničesar ne verjameta. Juan se skuša rešiti iz tega neprijetnega položaja na ta način, da prične trditi, da so Elvirine besede utvare omračenega duha. Juan se opraviči in odide z izgovorom,
da mora paziti na Elviro, ker bi si v zmedenosti lahko storila kaj hudega. Preden odide pa jima Juan cinično izjavi, da jima je vselej na razpolago, če bi ga rabila. Ani se zdi, da bi mogel biti Juan morilec njenega očeta, saj ga izdaja njegov glas in način govorjenja. Oktaviju opiše ves dogodek z Juanom, ko se je preoblečen prikradel v njeno sobo in pred hišo umoril njenega očeta, ki je hotel zapeljivca zadržati. Sedaj je spoznala hudobneža, ki jo je osramotil. Ana spomni Oktavija na prisego, da bo maščeval njo in očeta. Oktavijo ji izpove svojo ljubezen.

#### Četrta slika
Juan se v svojem dvorcu pripravlja na nove podvige. Leporello mu pripoveduje, kako je izvršil njegova navodila in kako donna Elvira rovari. Don Juan mu v prešernem razpoloženju da nove naloge.
Pred dvorcem.
Zerlina si na vse načine prizadeva, da bi potolažila ljubosumnega Masetta. Ko pa zasliši, da prihaja Juan, se mu hoče skriti, toda Masetto ji ukaže, naj ga
počaka, kajti tako bi lahko zvedel, kaj je bilo med njima. Masetto se skrije, da bi prisluškoval, isti čas pa nastopi glasba, ki sprosti napeto situacijo in don Juan odvede oba na veselico. Oktavijo, Ana in Elvira nastopijo maskirani; sklenili so zvezo zoper Juana, da bi se maščevali. Leporello opazi maske. Don Juan se razveseli novih gostov. Leporello povabi v imenu svojega gospodarja vse tri na ples in pojedino. Trojica se vabilu odzove.

#### Peta slika
Slavnostno razsvetljena dvorana.
Vsi navzoči so dobre volje, le Masetta grize ljubosumje. Tri maske vstopijo. Don Juan odpre ples. Menuetu, ki ga igra večji orkester, se pri družita istočasno še valček in kontredanse. V pisani gneči treh različnih plesov se izmuznejo Juan, Leporello in Zerlina, ki pa začne klicati na pomoč, ko opazi, da je prišla v zanko zapeljivca. Zmešnjava nastane. Gostje vlomijo vrata v sosednjo sobano. Juan pride, zvali krivdo na Leporella in ga hoče navidez zabosti z mečem. Oktavijo spozna igro in nameri na Juana pištolo. Trojica sname maske, Juan jih ves presenečen spozna, toda v splošni zmedi se mu v zadnjem hipu le posreči izviti iz nevarnega položaja.

### Drugo dejanje

#### Šesta slika
Cesta pred Elvirino hišo. 
Leporello je odločen zapustiti svojega gospodarja, ker mu to življenje preseda. Juan ga z mošnjičkom zlatnikov pregovori, da ostane. Don Juan je sedaj zaljubljen v Elvirino sobarico. Preoblečen v Leporellovo obleko preži pred hišo. Na balkonu se pojavi Elvira, ki še vedno ni prebolela ljubezni do Juana. Ko jo Juan zagleda, mu šine v glavo nova zamisel. Svoji bivši ljubici prične znova hliniti ljubezen, dokler je ne zvabi iz hiše in jo nato prepusti v Juana preoblečenemu Leporellu. Don Juan zapoje sobarici podoknico, toda predno pride njegova nova izvoljenka, se pojavi oboroženi Masetto s svojimi prijatelji, da bi poiskal Juana in z njim obračunal. Juan, v Leporellovi obleki, se ponudi Masettu, da mu bo pri njegovem načrtu pomagal. Naivni Masetto nasede pomočniku; sporazumno pošljeta prijatelje na
ogled, nato mu preoblečeni Juan izvabi orožje in ga pošteno premlati. Na Masettovo vpitje priteče Zerlina, ki ji potoži, da ga vse boli, ker ga je Leporello, ali nekdo, ki je njemu podoben, premlatil. Čeprav se ji smili, ga pokara, zakaj iz ljubosumnosti počenja neumnosti. Povabi ga domov k sebi, kjer ga bo negovala in ozdravila, a le pod pogojem, če ji obljubi, da ne bo večljubosumen.

#### Sedma slika
Ob pokopališkem zidu. 
Leporello vidi, da se nekdo bliža, zato bi se rad izmuznil. Čeravno ga Elvira prosi, naj ostane pri njej, išče izhod, a ga v temi ne more najti. V tem pridejo
Ana, Oktavijo, Zerlina in Masetto, ki se hočejo maščevati nad ubogim Leporellom, misleč da je Juan. Elvira prosi zanj, toda njene prošnje ne pomagajo. Ko vidi Leporello, da mu prede trda, saj ga hoče Oktavijo celo ubiti, se razkrije in prosi na kolenih, naj mu prizanesejo. Navzoči uvidijo, da jih je Don Juan spet prevaral. Leporello zbeži. Sedaj se je tudi Oktavio prepričal, da je bil gotovo Juan tisti, ki je starega konturja ubil, zato hoče lopova poiskati in z njim obračunati.

#### Osma slika
Pokopališče s konturjevim nagrobnim spomenikom.
Don Juan spleza s smehom čez zid, kjer se čuti varnega pred zasledovalci. Tudi Leporello pride za njim, zdaj spet zamenjata obleki. Ko pripoveduje Juan o neki svoji novi pustolovščini, se zasliši konturjev glas. V svoji oholosti in prešernosti povabi don Juan starega konturja na večerjo. Konturjeva soha pokima in
pristane na povabilo.

#### Deveta slika
Soba pri donni Ani. 
Ana še ni prebolela očetove smrti. Oktavijo jo tolaži in io prepričuje, da Juan ne bo ubežal zasluženi kazni. Prosi jo za roko, Ana pa odloži poroko na poznejši
čas.

#### Deseta slika
Velika jedilnica v Juanovi palači.  
Don Juan sedi zadovoljen pri večerji, glasbeniki igrajo na odru razne točke iz oper, med temi tudi iz »Figarove svatbe«. To gostijo prekine Elvira, ki roti Juana, naj opusti ta način življenja. Don Juan pa je nepoboljšljiv in se ne zmeni resno za Elvirine prošnje. Elvira odide, a zunaj strašno zakriči. Leporello gre gledat, kaj se dogaja, a ko pogleda skozi vrata, tudi sam zakriči ves prestrašen in naglo zapre vrata za seboj. Pred vrati stoji pokojni kontur in trka nanje.
Kamniti gost vstopi, pozove Juana, naj se pokesa svojih dejanj, naj se spreobrne in moli. Toda Juan noče o tem nič slišati. Leporello mu prigovarja, podzemski glasovi ga opominjajo k spreobrnjenju. Juan ne more uiti, ker je obsojen na pogubo. Med potresom se Juan pogrezne v globino, objet od sikajočega ognja. Vsi navzoči pridejo na kraj dejanja in iščejo don Juana. Leporello jim pove, da se je pogreznil v podzemlje, kamor ga je spravil kamniti gost. Vsak od navzočih pove svojo odločitev: Leporello si bo poiskal drugega gospodarja, Elvira se bo poslovila od posvetnega življenja, Ana si izprosi za poroko z Oktavijanom še eno leto odloga, vsi pa zaključijo z moralo: »Kdor greši, se pokori«.

## Glasbeni primer
- Arija don Oktavija Il mio tesoro  v izvedbi Antona Dermote